# Yên Thuận
Yên Thuận là một xã thuộc huyện Hàm Yên, tỉnh Tuyên Quang.

## Vị trí địa lý
là xã vùng cao của huyện Xã nằm ở phía bắc Huyện Hàm Yên, phía bắc giáp xã Vô Điếm của huyện Bắc Quang tỉnh Hà Giang, phía nam giáp xã Bạch Xa, phía đông giáp huyện Chiêm Hóa và phía tây giáp thị trấn vĩnh tuy huyện Bắc Quang của tỉnh Hà Giang.
- trung tâm xã: Thôn Thôm Vá
- các thôn:

1. An Thịnh
2. Cốc Phường
3. Cầu Treo
4. Làng Bá
5. Đẻm
6. Hao Bó
7. Cuổm
8. Nà Khà
9. Lục Khang
10. Lục Sơn
11. Sơn Thủy
12. Khau Làng
13. Cao Đường

## Diện tích, dân số, giao thông
Dân cư xã yên thuận bao gồm: kinh, Tày, Dao, H'Mông. trong đó người tày và người dao chiếm 75% dân số của xã.
Giao thông của xã còn nhiều khó khăn, chủ yếu là rải cấp phối. hiên nay đã có đường tránh lũ qua thôn cầu treo và thôn làng Bá, thông qua cầu suối đẻm đến trung tâm xã. ngoài ra còn có cầu tránh lũ tai thôn cầu treo được xây dựng theo dự án đầu tư phí chính phủ(RIDP)mà người dân ở đây vẫn quen gọi là cầu Bản Lưu (Bến Mai)

## Kinh Tế
kinh tế của xã phát triển mạnh về nông nghiệp: trồng lúa, nuôi cá, ngoài ra xã còn phát triển mạnh về cây cam. hiện nay xã có xu hướng phát triển cây chè, đặc biệt thôn sơn thủy là một thôn có thế mạnh về cây chè với 98% các hộ gia đình trồng chè. thôn thôm vá nổi tiếng với tay nghề nuôi cá, thôn chiếm tới 70% sản lượng cá của toàn xã